# Лунка-Корбулуй
Лунка-Корбулуй (рум. Lunca Corbului) — село у повіті Арджеш в Румунії. Входить до складу комуни Лунка-Корбулуй.
Село розташоване на відстані 109 км на захід від Бухареста, 21 км на південний захід від Пітешть, 85 км на північний схід від Крайови, 126 км на південний захід від Брашова.

## Населення
За даними перепису населення 2002 року у селі проживали 730 осіб, з них 728 осіб (99,7%) румунів. Усі жителі села рідною мовою назвали румунську.